# Nakajima Ki-8
Nakajima Ki-8 (キ8 Ki-hachi) là một mẫu t hử máy bay tiêm kích không thành công của Không quân Lục quân Đế quốc Nhật Bản.

## Biến thể
- Nakajima Ki-8:

## Quốc gia sử dụng
Nhật Bản
- Không quân Lục quân Đế quốc Nhật Bản

## Tính năng kỹ chiến thuật (Ki-8)
Dữ liệu lấy từ Famous Airplanes of the World, first series, #76: Army Experimental Fighters (1)
Đặc điểm tổng quát
- Kíp lái: 2
- Chiều dài: 8.17 m (26 ft 9.6 in)
- Sải cánh: 12.88 m (42 ft 3.1 in)
- Chiều cao: 3.57 m (11 ft 8.5 in)
- Diện tích cánh: 28.5 m2 (306.78 ft2)
- Trọng lượng rỗng: 1.525 kg (3.362 lb)
- Trọng lượng có tải: 2.111 kg (4.654 lb)
- Powerplant: 1 × Nakajima Ha-1 Kotobuki kiểu động cơ piston bố trí tròn, làm mát bằng không khí, 410 kW (550 hp) mỗi chiếc

Hiệu suất bay
- Vận tốc cực đại: 328 km/h (204 mph)
- Tầm bay: 1.000 km (621 dặm)
- Trần bay: 8760 m (28,740 ft)

Vũ khí trang bị
- 3× súng máy 7,7 mm (.303 in)